# NGC 5860
NGC 5860 (również PGC 53939 lub UGC 9717) – para galaktyk soczewkowatych (S0+S0), znajdująca się w gwiazdozbiorze Wolarza w odległości około 251 milionów lat świetlnych od Ziemi. Odkrył ją John Herschel 1 maja 1828 roku. Galaktyki te są w trakcie kolizji, w wyniku której połączą się i utworzą pojedynczą galaktykę.